# Orvault
Orvault (Bretonă: Orvez) este un oraș în Franța, în departamentul Loire-Atlantique din regiunea Pays de la Loire. Face parte din aglomerația orașului Nantes.
1. ↑  répertoire géographique des communes, accesat în 26 octombrie 2015
2. ↑  dataset of postal codes in France, 1 octombrie 2018